# Timóteo
Pour les articles homonymes, voir Timoteo.
Timóteo est une municipalité brésilienne de l'État du Minas Gerais et la Microrégion d'Ipatinga.

## Personnalités liées à la commune
- Vitor Roque (2005-), footballeur né à Timotéo.